# 玛丽和马克思
《玛丽和马克思》（英語：Mary and Max），2009年上映的逐帧粘土动画电影，真人真事改编的半自传电影。
该片美国与澳大利亚合作，制作周期长达五年，影片讲述了一个澳大利亚女孩玛丽与他的美国笔友马克思之间发生的故事。

## 制作
根据片头字幕，这部电影改编自真实故事。在2009年4月的一次采访中，编剧兼导演艾略特说，角色马克斯的灵感来源于“我在纽约的一位笔友，我与他通信已有二十多年”。其在2025年7月与中国观众连线的时候说，这个故事源自他的真实经历，他就是片中小女孩玛丽的原型。导演艾略特也曾有一个笔友，像麦克斯一样，比他年长许多、体型庞大且有自闭症。
本片的主要拍摄工作持续了超过57个星期，使用了133个不同的布景、212个木偶和475件微型道具。超过13万张独立画面的改变都由工作人员用手轻微移动物体而成。“其中包括一台功能齐全的安德伍德打字机，据称设计和制作耗时九个星期”。

## 榮譽
本片获得2009年安錫國際動畫影展最佳动画长片、柏林国际电影节水晶熊奖及渥太华国际动画电影节最高奖。